# Ben & Jerry's
Ben & Jerry's è un'azienda statunitense produttrice di gelati con sede a South Burlington, facente parte per il produttore di proprietà della società olandese-britannica Unilever dal 2000 e fondata nel 1978 a Burlington.

## Storia
La prima gelateria Ben & Jerry's è nata il 5 maggio 1978 da un'idea di Ben Cohen e Jerry Greenfield che ne aprirono una all'interno di una stazione di servizio di Burlington inizialmente distribuendo il gelato in pinte.
Nel 1980 l'attività si espanse con l'apertura di gelaterie in franchising in tutto il territorio del Vermont riscuotendo ottimi guadagni, tanto da vincere nel 1988 il premio americano di Miglior azienda dell'anno USA, assegnato dall'allora presidente degli Stati Uniti Ronald Reagan, oltre ad iniziare nello stesso anno una campagna no profit in cooperazione con la Children's Defense Fund.
Nel 2000 Ben & Jerry's è stata acquistata dalla Unilever per esportare i propri prodotti in tutto il mondo.

## Critiche

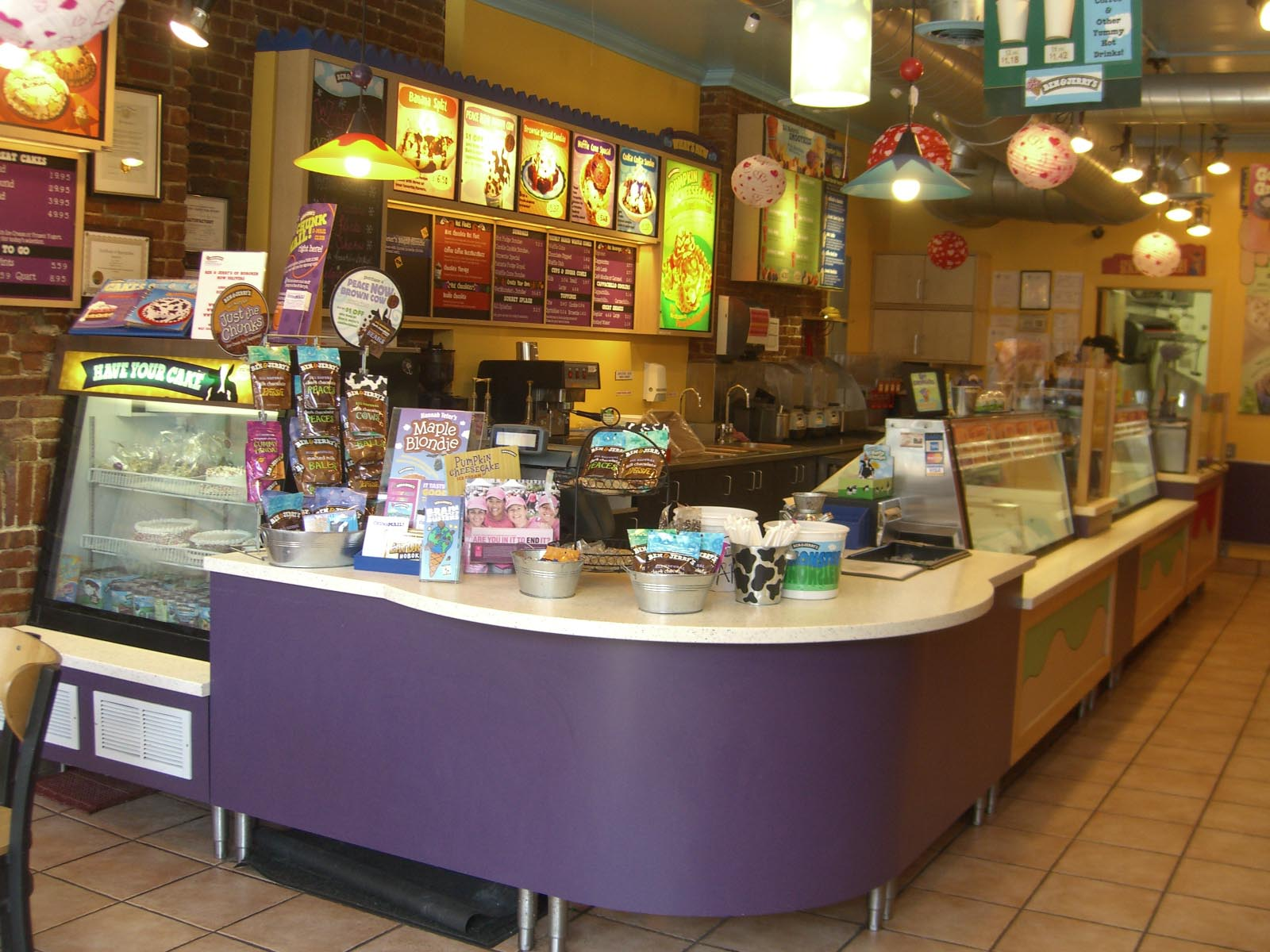
Interno di una gelateria Ben & Jerry's ad Hoboken, New Jersey

La società ha sollevato polemiche nel 2006 dopo il rilascio di un gusto di gelato chiamato Black and Tan, che prendeva il nome da una bevanda alcolica ottenuta dalla robusta miscelazione di una birra pale ale. Tuttavia, l'indignazione era dovuta al fatto che Black and Tans era anche il nome dato agli ex militari inglesi assunti durante la Guerra d'indipendenza irlandese e rinomati per la loro brutalità.
Nel settembre del 2010 la società fermò l'etichettatura dei loro gelati e frozen yogurt "tutti naturali". Il Centro per la Scienza nel Pubblico Interesse e un gruppo di associazioni a difesa dei consumatori, avevano raccomandato alla Ben & Jerry's per fermare l'etichettatura del loro gelato come "naturale" a causa dell'uso di sciroppo di mais, cacao alcalinizzato, e altri ingredienti modificati chimicamente.